# Orestias cuvieri
Orestias cuvieri (лат.) — вымерший вид пресноводных лучепёрых рыб семейства карпозубых. Эндемик озера Титикака.

## Описание
Длина тела составляет 22 см. Другие источники указывают на длину 26,5 см (Day 1981, Beacham 1997). Верхняя часть тела взрослых рыб от зеленовато-жёлтого до янтарного цвета. Нижняя челюсть окрашена в чёрный цвет, плавники с полосами чёрного цвета. Чешуя в середине необычно светлая. Чешуя молоди пятнистая. Пасть направлена почти кверху. Длина головы составляет 40 % всей длины.

## Образ жизни
Orestias cuvieri населял обычно холодную зону озера Титикака до глубины 30 м. Питание состояло из зоопланктона. В холодное время года мальки перемещались в глубоководную зону.

## Вымирание
Индейцы, жившие у озера Титикака часто ловили рыбу во время сезонной миграции вида с мелководья в глубь озера. В 1937 году в озеро был выпущен озёрный голец-кристивомер (Salvelinus namaycush). Из-за агрессивной конкурентной борьбы за питание и среду обитания популяция Orestias cuvieri резко сократилась. В 1937 году была поймана последняя особь. Точное время вымирания не известно. Вероятно, вид исчез в 1940-е, или в 1950-е годы в результате конкуренции с другими интродуцированными видами рыб, такими как микижа (Oncorhynchus mykiss), кумжа (Salmo trutta fario) или аргентинский одонтест (Odontesthes bonariensis). Поиск в 1962 году остался без результата.
Музей «Натуралис» в Лейдене имеет в своей коллекции семь законсервированных экземпляров этого вида.